# Heinz Fraenkel-Conrat
Heinz Ludwig Fraenkel-Conrat (29 juillet 1910 - 10 avril 1999) est un biochimiste, connu pour ses recherches sur les virus.

## Jeunesse
Fraenkel-Conrat est né à Breslau alors en Allemagne.
Il est le fils de Lili Conrat et du professeur Ludwig Fraenkel, directeur de la Women's Clinic de l'Université de Breslau. Son père, Ludwig Fraenkel, est un éminent gynécologue et chercheur médical qui auteur d'articles sur la fonction endocrinienne, la gynécologie sociale et la sexologie au cours des premières décennies du XXe siècle, et faisant partie de la légion de scientifiques sommairement démis de leurs fonctions par les nazis.

## Carrière académique
Il obtient un doctorat en médecine de l'Université de Breslau en 1933. En raison de la montée du nazisme en Allemagne, il part pour l'Écosse en 1933 et termine son doctorat à l'Université d'Édimbourg (1936). Après avoir terminé son doctorat, il émigre aux États-Unis, devenant un citoyen naturalisé en 1941. Dans les années 1940, Fraenkel-Conrat rend visite à sa sœur et à son beau-frère, le biochimiste Karl Slotta (en), pionnier dans l'étude de la progestérone, de l'œstriol et de l'utilisation médicale du venin, qui est alors directeur de l'Institut de chimie de l'Institut Butantan à São Paulo au Brésil, de 1935 à 1948. Frankel-Conrat reste pendant un an de recherche biochimique à l'Instituto Butantan. Il travaille dans plusieurs instituts avant de rejoindre la faculté de l'Université de Californie à Berkeley en 1952 où il reste jusqu'à sa mort.
Ses recherches les plus remarquables portent sur le virus de la mosaïque du tabac (TMV) et le virus du ribgrass de Holmes (HRV). Il découvre que le contrôle génétique de la reproduction virale est l'ARN et qu'il est porté dans le noyau nucléique de chaque virus. En 1955, lui et le biophysicien Robley Williams montrent qu'un virus fonctionnel peut être créé à partir d'ARN purifié et d'une enveloppe protéique. En 1960, il annonce le séquençage complet des 158 acides aminés du virus.
Il est décédé d'une insuffisance pulmonaire le 10 avril 1999 à l'hôpital Kaiser d'Oakland, à l'âge de quatre-vingt-huit ans.